# 花果山前顶石刻群
花果山前顶石刻群，位于江苏省连云港市新浦区，是中华人民共和国江苏省文物保护单位之一。
2011年12月30日，授予江苏省文物保护单位，是一座石窟寺及石刻。